# Fjärde syriska kriget
Fjärde syriska kriget av de syriska krigen utspelades mellan Seleukiderriket och det Ptolemaiska riket åren 219 f.Kr.-217 f.Kr. Det slutade i stort sett oavgjort sedan Antiochos III förlorat slaget vid Rafia.